# Contea di Benton (Iowa)
La contea di Benton (in inglese Benton County) è una contea dello Stato dell'Iowa, negli Stati Uniti. La popolazione al censimento del 2000 era di 25 308 abitanti. Il capoluogo di contea è Vinton.

## Comunità e località
La contea di Benton si suddivide in quattordici città, venti  township e una Unincorporated community:

### Città
- Atkins
- Belle Plaine
- Blairstown
- Garrison
- Keystone
- Luzerne
- Mount Auburn
- Newhall
- Norway
- Shellsburg
- Urbana
- Van Horne
- Vinton
- Walford

### Township
- Benton
- Big Grove
- Bruce
- Canton
- Cedar
- Eden
- Eldorado
- Florence
- Fremont
- Harrison
- Homer
- Iowa
- Jackson
- Kane
- Leroy
- Monroe
- Polk
- St. Clair
- Taylor
- Union

### Unincorporated community
- Watkins